# Allocosa maroccana
Allocosa maroccana este o specie de păianjeni din genul Allocosa, familia Lycosidae, descrisă de Roewer, 1959.
Este endemică în Morocco. Conform Catalogue of Life specia Allocosa maroccana nu are subspecii cunoscute.